# Rhagonycha alaskensis
Rhagonycha alaskensis is een keversoort uit de familie soldaatjes (Cantharidae). De wetenschappelijke naam van de soort werd in 1972 gepubliceerd door Kenneth Fender.